# Mike Newell
 Mike Newell  (St. Albans, Hertfordshire, 28 de març de 1942) és un director de cinema britànic.

## Biografia
Llicenciat en literatura anglesa per la Universitat de Cambridge. Més tard va començar a treballar per la "Granada Television", treballant també com a director de teatre abans d'anar a la BBC. Ha dirigit quinze pel·lícules pel cinema, incloent-hi The Awakening (1980), Dance with a Stranger (1985), The Good Father (1987), Quatre bodes i un funeral (1994), An Awfully Big Adventure (1995), Donnie Brasco (1997), Pushing Tin (1999) i Mona Lisa Smile.
El 1985, va guanyar un Premi Cinema Jove al Festival de Cinema de Canes per Dancing with a stranger i el 1995 va guanyar el César i el BAFTA per Quatre bodes i un funeral. Newell va ser el primer director anglès en entrar a la gran família de Harry Potter, fent el quart episodi de la pel·lícula, Harry Potter i el calze de foc.

## Filmografia

### Director
- The Man in the Iron Mask (1977)
- The Awakening (1979)
- Dance with a stranger (1985)
- The Good Father (1985)
- Amazing Grace and Chuck (1987)
- Soursweet (1988)
- Un abril màgic (Enchanted April) (1991)
- Into the West (1993)
- Quatre bodes i un funeral (Four Weddings and a Funeral) (1994)
- An Awfully Big Adventure (1995)
- Donnie Brasco (1997)
- Pushing Tin (1999)
- Mona Lisa Smile (2003)
- Harry Potter i el calze de foc (2005)
- Love in the time of cholera (2007)
- Prince of Persia: The Sands of Time (2010)

### Productor
- Fotografiant fades (Photographing Fairies) (1997) -
- 200 Cigarettes (1999) - Productor executiu
- Best Laid Plans (1999) - Productor executiu
- Traffic (2000) - Productor executiu
- High Fidelity (2000) - Productor executiu
- El castell somiat (I capture the Castle) (2003) - Productor executiu